# Lautfeuer

Altes Logo des Festivals

Das Abifestival war ein seit 1981 im südlichen Emsland bei Lingen (Ems) stattfindendes Musikfestival und wird seit 2019 unter dem Namen Lautfeuer veranstaltet. Es zählt zu den größten Musikfestivals in der Region und wurde bis zur Namensänderung neben den jeweiligen Abschlussjahrgängen des Lingener Gymnasiums Georgianum, des Franziskusgymnasiums und der beruflichen Gymnasien von weiteren interessierten jungen Erwachsenen organisiert. Die Namensänderung wurde im Zuge einer Umstrukturierung der Organisation des Festivals vollzogen, da mit der Wiedereinführung der 13. Jahrgangsstufe ein Jahrgang ohne reguläre Abiturienten erwartet wurde. Seitdem wird das Festival von den freiwilligen Mitgliedern des Abifestival seit 1981 e. V. organisiert, der als Veranstalter auftritt.
Der Termin des Abifestivals richtet sich traditionell nach den niedersächsischen Sommerferien. Beim Festival mit einer Mischung aus Rock, Alternative, Punk, Electro und Hip-Hop treten neben etablierten Musikgruppen auch Neulinge und unbekannte Künstler und Gruppen auf.

## Besucherzahlen und Randinformationen
Nachdem sich die Besucherzahl seit dem Jahr 2002 bei 4.000 bis 5.000 eingependelt hatte, stieg sie beim Abifestival 2009 auf etwa 10.000. Seitdem sind die Gästezahlen in etwa konstant und liegen bei 10.000 Besuchern an den zwei Tagen.
Ein Busshuttle-Service ist zu der EmslandArena und den dort vorhandenen kostenlosen Parkplätzen eingerichtet. Das Abifestival öffnet am Freitag ab 12:00 Uhr und endet am Sonntag um 12:00 Uhr. Musik wird am Freitag ab circa 17:00 bis 03:00 Uhr und Samstag von circa 13:00 bis 03:00 Uhr gespielt. Der Zeltplatz schließt direkt an das Festivalgelände an.
Neben vielen Besuchern aus dem Raum Weser-Ems kommen Besucher aus den Niederlanden und aus Nordrhein-Westfalen.
Bis 2019 war die Teilnahme für Abiturientia quasi verpflichtend. So war es über viele Jahre üblich, dass die Abiturienten einen festen Beitrag entrichteten, der einerseits zur Deckung der Kosten diente, die Teilnehmer dafür aber auch mit Kost und Logis versorgte, insbesondere mit Getränken.
Seit 2024 versorgt sich das Festival als eines der ersten Festivals weltweit nahezu CO2-neutral über eine Kombination aus Brennstoffzellen und Netzstrom. Da die erforderlichen Strommengen in der Vergangenheit nicht über das Netz bezogen werden konnte, wurden in der Vergangenheit Dieselgeneratoren für die Haupt- und Nebenbühne eingesetzt. Seit 2022 setzten die Organisatoren erstmals auf Wasserstoff in Verbindung mit einer Brennstoffzelle und erhielten dafür den Innovationspreis bei Future of festivals. Seit 2024 verfügt das Festival über einen Netzanschluss der einen umfassenden Einsatz von Brennstoffzellen und Batteriepacks ermöglicht. Darüber lassen sich die nötigen Ströme für die Hauptbühne, die Infrastruktur und die Nebenbühne (Elektrogarten) CO2-neutral bereitstellen. Auf Dieselgeneratoren zur regulären Stromerzeugung kann somit verzichtet werden.

## Geschichte

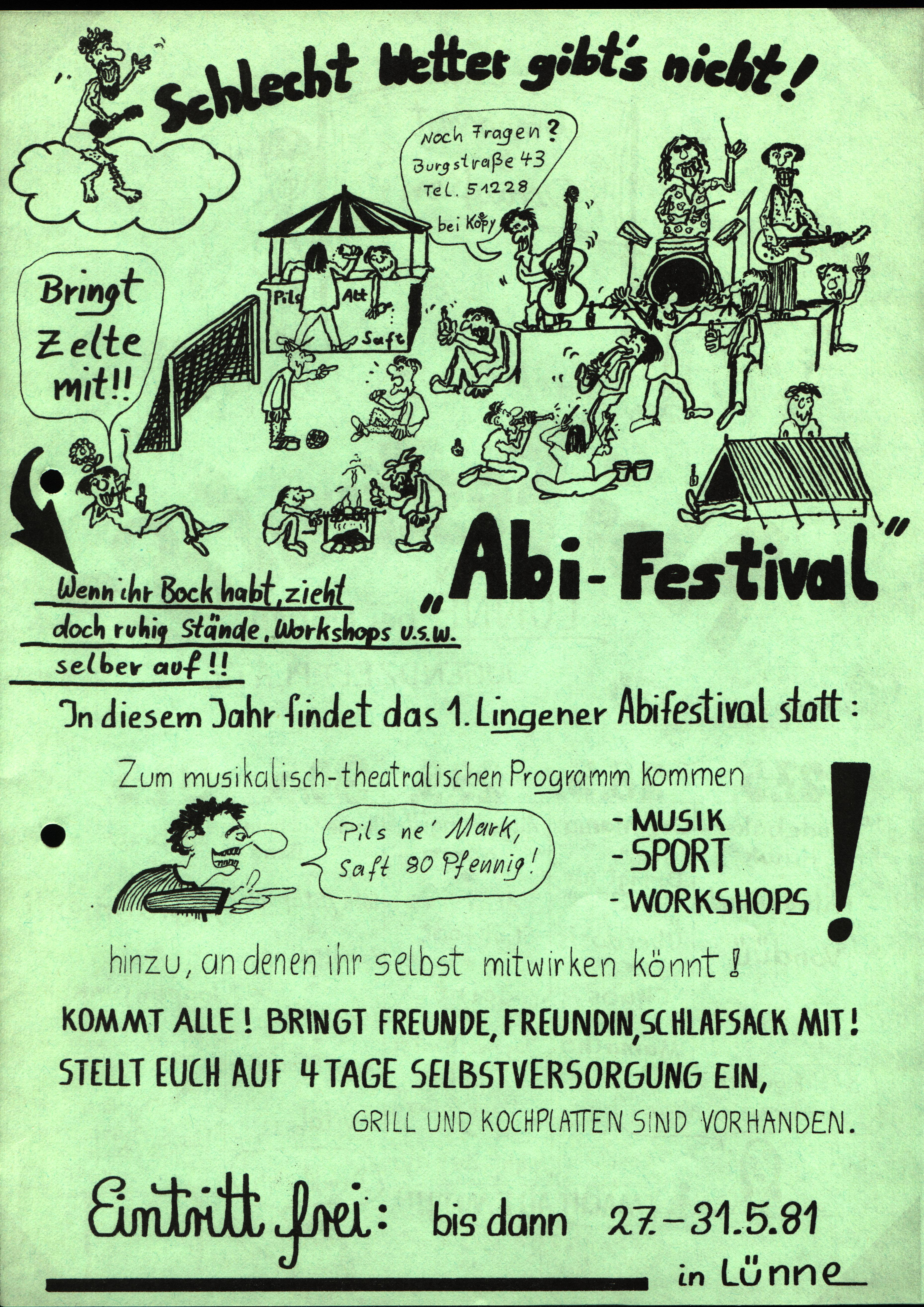
Rückseite

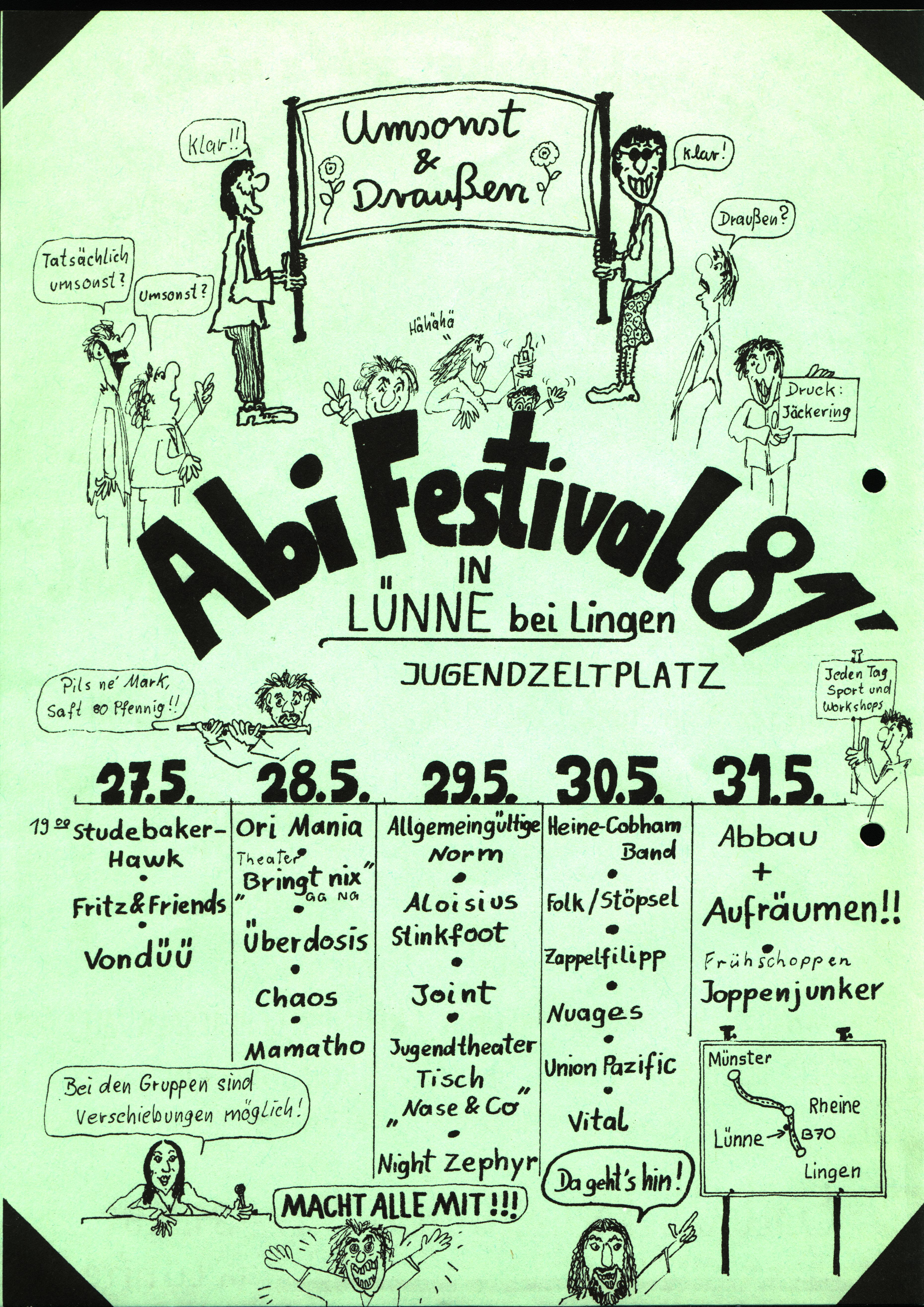
Das Festivalplakat von 1981 – Vorderseite

Das erste Festival unter dem Titel „Abifestival“ fand vom 27. bis 31. Mai 1981 auf dem Jugendzeltplatz in Lünne statt. Organisatoren waren damals eine kleine Gruppe von Lingener Abiturienten, die ihre bald endende Schulzeit feiern wollten. Seit 1981 hat sich das Abifestival stark gewandelt und schließlich den Weg von einem Fest veranstaltet für Abiturienten zu einem Musikfestival gefunden. Die musikalischen Höhepunkte in jüngsten Zeit waren unter anderem die Musiker Casper, Kraftklub, K.I.Z, Cro, AnnenMayKantereit, Incubus, Sportfreunde Stiller, Kilians, Dendemann, Bratze, Sugarplum Fairy und Virginia Jetzt!
Ende der 80er wurde die Wiese in der Nähe des alten AKW Lingen, der bis heute bestehende Festivalplatz, gefunden. In den Jahren zuvor wurde das Abifestival auf diversen Plätzen rund um Lingen abgehalten. In den neunziger Jahren endete die Beteiligung der Abiturienten des Gymnasiums Leoninum an den Vorbereitungen des Festivals. Beibehalten wurde jedoch seit dem Beginn im Jahr 1981 der Grundsatz „umsonst und draußen“. Als verlässliche rechtliche Grundlage wurde für das Abifestival 1997 der Abifestival e. V. gegründet; dieser wurde dann aber nach dem Festival nicht wie geplant aufgelöst, sondern richtete auch weiterhin als Veranstalter das Abifestival aus. Da man unter anderem statt der Kommerzialisierung des Abifestivals die Gemeinnützigkeit anstrebte und der Abifestival e. V. dafür keine ausreichende Grundlage bot, wurde er Ende 2004 aufgelöst. Neugegründet wurden am 27. Dezember 2004 zwei seitdem im Umfeld des Abifestivals tätige gemeinnützigen Vereine. Der Abifestival seit 1981 e. V. tritt, bestehend aus Mitgliedern der Abiturientia und weiteren jungen Erwachsenen (und auch Ehemaligen), als Veranstalter auf; im Förderverein Abifestival e. V. unterstützen ehemalige Abiturienten, Freunde und Förderer das Abifestival und den Abifestival seit 1981 e. V. ideell und materiell.
Im Mai 2018 gaben die Organisatoren des Festivals per Facebook bekannt, dass das geplante Festival am 15. und 16. Juni 2018 nicht stattfindet wird und eine einjährige Pause einlegt. Als Grund führten sie dazu eine zu geringe Zahl von ehrenamtlichen Helfern an. Unter den neun bis dato veröffentlichten Bands befanden sich u. a. Die Höchste Eisenbahn, Fatoni, Zugezogen Maskulin und Fjørt.
2019 wurde das Festival am 9. und 10. August erstmals unter dem Namen Lautfeuer veranstaltet. Seitdem besteht der Großteil der Helferinnen und Helfer des Festivals aus Freiwilligen die überwiegend Mitglieder des Abifestival seit 1981 e. V.

## Bands
Folgende Bands traten beim Abifestival auf:
- Lautfeuer 2024: Alli Neumann, Haiyti, Raum27, Ferris, Ivo Martin, ok.danke.tschüss, Grillmaster Flash & the Jungs u. v. m.
- Lautfeuer 2023: Das Lumpenpack, Betterov, Dilla, Pabst, Drei Meter Feldweg, EL*KE, Futurebae, Conny, Finna, Serum Kollektiv, Tyna, Mambo Schinki, u. v. m.
- Lautfeuer 2019: Adam Angst, Finch Asozial, Drunken Masters, Fjørt, BHZ, Döll, Jace, Love A, Neufundland, Roast Apple, Catapults u. v. m.[7]
- Abifestival 2017: MoTrip, Maeckes, Audio88 & Yassin, Sauropod, Ali As, Leoniden, Bausa, Nugat, Smile And Burn, Luc von Mensing u. v. m.
- Abifestival 2016: SSIO, Lance Butters, OK Kid, Grossstadtgeflüster, Cosby (Band), LGoony u. v. m.
- Abifestival 2015: AnnenMayKantereit, 257ers, Adam Angst, Dajuan, Drunken Masters, Captain Capa, Budzillus, Schluck den Druck, Faakmarwin, Giant Rooks, Von Wegen Lisbeth, We Are Stereokid u. v. m.
- Abifestival 2014: Feine Sahne Fischfilet, Kapelle Petra, Miss Platnum, Rakede, Weekend, The Intersphere, Exclusive, Open Water Collective, FJØRT, dena, Tom Thaler And Basil u. v. m.
- Abifestival 2013: Die Orsons, Laing, MC Fitti, Abby, Kid Simius, The Skatoons, Gerard u. v. m.
- Abifestival 2012: Cro, Kakkmaddafakka, Turbostaat, Vierkanttretlager, Timid Tiger, The T.C.H.I.K., De fofftig Penns u. v. m.
- Abifestival 2011: Casper, K.I.Z, Kraftklub, Mikrokosmos23, Saalschutz, Bakkushan, HGich.T, Herrenmagazin, Beat! Beat! Beat!, Escapado, Stella u. v. m.
- Abifestival 2010: Bonaparte, Bratze, Creme Fresh, Jupiter Jones, Captain Planet, Mikroboy, Bravour, Manko Nova, MIYAGI, pa’jelliks, Augustin, Hate Embraced
- Abifestival 2009: Blumentopf, Turbostaat, Dúné, Ohrbooten, Frittenbude, Götz Widmann, Herrenmagazin, Umse, Juri Gagarin, Damion Davis, The Bandgeek Mafia
- Abifestival 2008: Babylon Underground, Back To Basement, Big Tennis, Bratze, Chin Chiller Clan, Dendemann, Egotronic, Enfeeble, Fotos, Gerrit Rüsken, Justin Balk, Kilians, Linguisten, Micpass, MidAir, Morbid Minds, Nici Jones – Chinaski Jugend, One Day, Sugarplum Fairy, Sondaschule, Tiny-Y-Son
- Abifestival 2007: Claus Grabke, Mediengruppe Telekommander, Rantanplan, LebensWeGe, Trashmonkeys, Fred Timm, Virginia Jetzt!, Salon Helga, SYZZY ROXX, MIT, junges glueck, Jahcoustix, MidAir, Smokey Joe, sec.100, Pale
- Abifestival 2006 (Auswahl): 22Times, Gerrit, Julia, Jupiter Jones, Kleinstadthelden, PinBoys, Pitfall, Spitting Off Tall Buildings, The Dalles, The Heroines, Tribute to Nothing
- Abifestival 2005 (Auswahl): Angelika Express, Union Youth, ZSK, Cosmic Casino, EL*KE, Jupiter Jones, Montreal
- Abifestival 2004 (Auswahl): Alternative Allstars, Union Youth, Muff Potter, Brainless Wankers, Samba, V8 Wankers, Mournful
- Abifestival 2003 (Auswahl): Pyogenesis, Virginia Jetzt!, Pale, Der Junge mit der Gitarre, Astra Kid, Fred Timm, No Mayers 50
- Abifestival 2002 (Auswahl): Rival Schools, Simple Plan, Mclusky, Sense Field, Ken, Union Youth, Waterdown
- Abifestival 2001 (Auswahl): Incubus, Weakerthans, Blackmail, 4Lyn, Uncle Ho, Stone the Crow, Silversurfer
- Abifestival 2000 (Auswahl): Readymade, Phoneheads, Donots, Myballoon, Eat No Fish, Sportfreunde Stiller, Lax Alex Contrax
- Abifestival 1999(Auswahl): Pothead, Miles, Eat No Fish, Naked Lunch, Ich-Zwerg, Shopmouse, Pornomat, Donots
- Abifestival 1998 (Auswahl): Readymade, Die Coolen Säue, Terranova, be, Massive Töne
- Abifestival 1997 (Auswahl): Cucumber Men, Fresh Familee, Samba, Too Strong, Sub Orange Frequency
- Abifestival 1996 (Auswahl): Atzes Welt, Buttermaker, Instant Karma The Manic S.O.X., Stoppok
- Abifestival 1995 (Auswahl): Yeti Girls
- Abifestival 1992 (Auswahl): Escape With Romeo, Non Art Art, The Richies, The Boysox
- Abifestival 1991 (Auswahl): Throw That Beat in the Garbagecan
- Abifestival 1989 (Auswahl): Stella
- Abfiestival 1988: Juliet, TAO, Münchhausen, Füttern Verboten, Typical Male, Tommi & The Lucky Ones, Virus D, Lee Z
- Abifestival 1987: TAO, September, Chapter One, The Hot Dogs, Überdosis, The Freaks, Saitensprung, Boysox, Lingener Bluesquartett
- AbiFestival 1981 (Auswahl): Fritz & Friend, Joint, Union Pazific, Vital, Nuages

## Medienerwähnung
Am 5. Juli 2001 brachte VIVA Zwei einen 2'20" langen Beitrag über das Abifestival 2001. Am 6. Juli 2007 veröffentlichte das Magazin JETZT der Süddeutschen Zeitung einen Beitrag über das Abifestival. Am 22. Juni 2011 veröffentlichte das Jugendmagazin yaez.de einen Artikel über das Abifestival und die diesjährigen Bands K.I.Z, Bakkushan.